# Lo sceriffo indiano
Lo sceriffo indiano (Law of the Plainsman) è una serie televisiva statunitense in 30 episodi trasmessi per la prima volta nel corso di una sola stagione dal 1959 al 1960.
È una serie del genere western incentrata sulle vicende dello sceriffo di origini indiane Sam Buckhart, interpretato da Michael Ansara, attore già apparso nella serie Broken Arrow nel ruolo del capo indiano Cochise. Lo sceriffo indiano è uno spin-off della serie The Rifleman in cui il personaggio di Sam Buckhart era già apparso negli episodi The Indian e The Raid.

## Trama
Sam Buckhart è un indiano Apache che ha salvato la vita di un ufficiale americano dopo un agguato indiano. Quando l'ufficiale muore, lascia i suoi averi a Sam che li utilizza per frequentare scuole private e la Harvard University. Dopodiché torna nel New Mexico, dove diviene vice-sceriffo per conto dello sceriffo Andy Morrison. Vive in una locanda gestita da Martha Commager. L'unico altro personaggio regolare è una bambina di 8 anni, Tess Logan, un'orfana salvata da Buckhart.

## Personaggi e interpreti
- Sceriffo federale Sam Buckhart (30 episodi, 1959-1960), interpretato da Michael Ansara.
- Terry 'Tess' Wilkins (15 episodi, 1959-1960), interpretata da Gina Gillespie.
- Marshal Andy Morrison (9 episodi, 1959-1960), interpretato da Dayton Lummis.
- Martha Commager (7 episodi, 1959-1960), interpretata da Nora Marlowe.
- Deputy Billy Lordan (7 episodi, 1960), interpretato da Robert Harland.

### Guest star
Tra le guest star: Mort Mills, Robert B Simon, Bill Erwin, George Mitchell, Dabbs Greer, Anne Benton, Joe De Santis, Richard Devon, Pat O'Malley, William D. Gordon, Harry Swoger, Lyle Berger, Gail Kobe, Joel Ashley, Gustavo Rojo, Jean Allison, Paul Carr, Roberto Contreras, Hampton Fancher, Perry Irvins, Brett King, Gordon Polk, Richard Gaines, Hope Summers, Eddie Quillan, Rayford Barnes, Bud Osborne, John Pickard, Alice Backes, Peter Whitney.

## Produzione
La serie fu prodotta da Cardiff Productions e Four Star Productions. Le musiche furono composte da Leonard Rosenman.

### Registi
Tra i registi sono accreditati:
- Paul Landres in 6 episodi (1960)
- William F. Claxton in 4 episodi (1959-1960)
- John Peyser in 4 episodi (1959-1960)
- Robert Gordon in 2 episodi (1959-1960)
- Ted Post in 2 episodi (1959)
- Richard Whorf in 2 episodi (1959)
- Paul Wendkos in 2 episodi (1960)

### Sceneggiatori
Tra gli sceneggiatori sono accreditati:
- Arthur Browne Jr. in 5 episodi (1959-1960)
- Calvin Clements Sr. in 3 episodi (1959-1960)
- Cyril Hume in 3 episodi (1959-1960)
- David Lang in 3 episodi (1959-1960)
- Bob Barbash in 2 episodi (1959-1960)
- Harry Kronman in 2 episodi (1959-1960)
- Jay Simms in 2 episodi (1960)

## Distribuzione
La serie fu trasmessa negli Stati Uniti dal 1º ottobre 1959 al 5 maggio 1960 sulla rete televisiva NBC.
Alcune delle uscite internazionali sono state:
- in Germania Ovest il 15 marzo 1972
- in Italia (Lo sceriffo indiano)[9]

## Episodi
| Stagione       | Episodi | Prima TV USA |
| -------------- | ------- | ------------ |
| Prima stagione | 30      | 1959-1960    |